# Łyżwiarstwo figurowe na Letnich Igrzyskach Olimpijskich 1908
Łyżwiarstwo figurowe na Letnich Igrzyskach Olimpijskich 1908 – jedna z dyscyplin rozgrywanych podczas igrzysk w dniach 28–29 października 1908 w Londynie, w Wielkiej Brytanii. Zawody odbyły się w czterech konkurencjach: pokazie specjalnym mężczyzn, solistów, solistek, par sportowych.

## Medaliści
| Konkurencja              | Złoto                         | Srebro                             | Brąz                      |
| Pokaz specjalny mężczyzn | Nikołaj Panin                 | Arthur Cumming                     | Geoffrey Hall-Say         |
| Soliści                  | Ulrich Salchow                | Richard Johansson                  | Per Thorén                |
| Solistki                 | Madge Syers                   | Elsa Rendschmidt                   | Dorothy Greenhough-Smith  |
| Pary sportowe            | Anna Hübler / Heinrich Burger | Phyllis Johnson / James H. Johnson | Madge Syers / Edgar Syers |

## Klasyfikacja medalowa

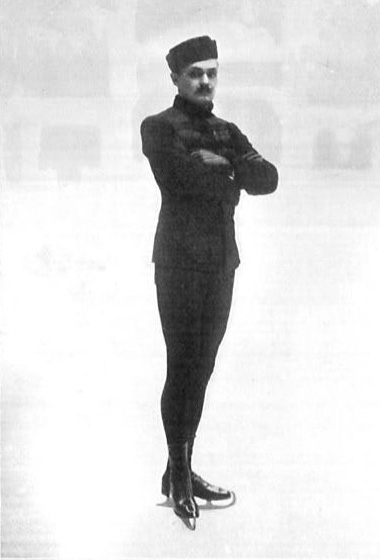
Solista Nikołaj Panin (RUS) podczas igrzysk, mistrz olimpijski w pokazie specjalnym mężczyzn

| Miejsce | Państwo              | złoto | srebro | brąz | Łącznie |
| ------- | -------------------- | ----- | ------ | ---- | ------- |
| 1.      | Wielka Brytania      | 1     | 2      | 3    | 6       |
| 2.      | Szwecja              | 1     | 1      | 1    | 3       |
| 3.      | Cesarstwo Niemieckie | 1     | 1      | 0    | 2       |
| 4.      | Imperium Rosyjskie   | 1     | 0      | 0    | 1       |

## Wyniki

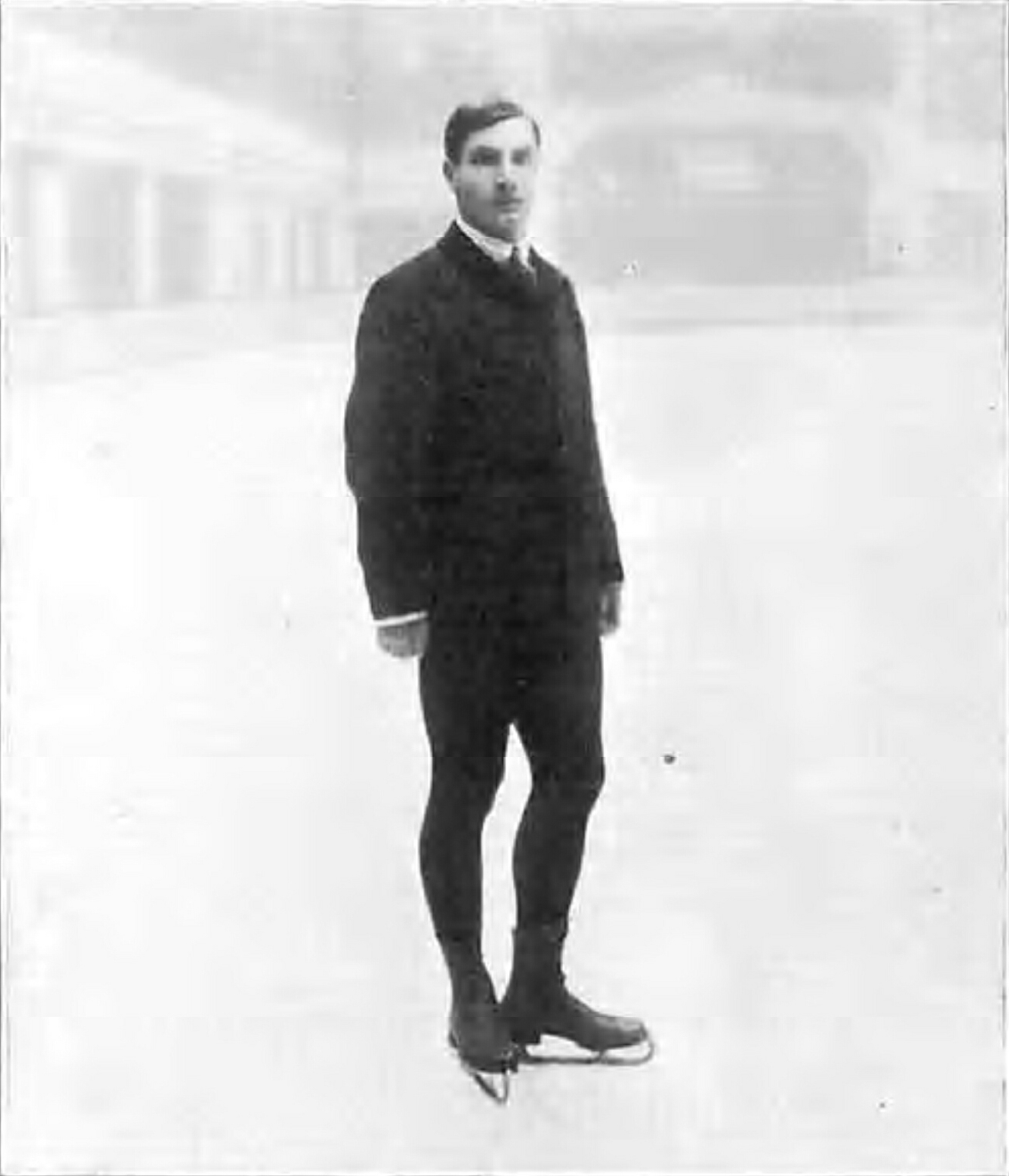
Solista Ulrich Salchow (SWE) podczas igrzysk, mistrz olimpijski w konkurencji solistów

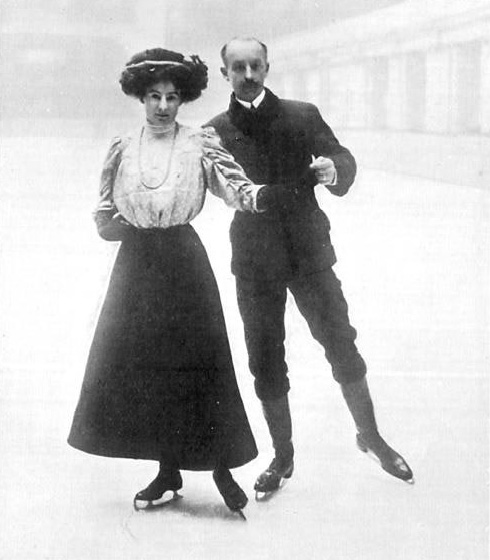
Mistrzyni olimpijska w konkurencji solistek Madge Syers w parze z Edgarem Syersem (GBR), z którym zdobyła brązowy medal

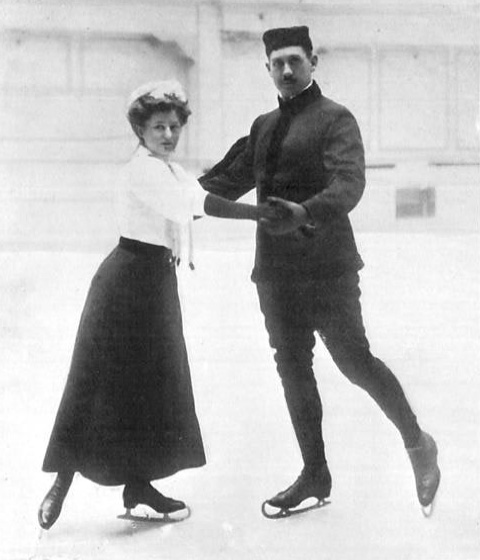
Mistrzowie olimpijscy w parach, Anna Hübler / Heinrich Burger

### Pokaz specjalny mężczyzn
| Poz. | Zawodnik          | Reprezentacja      | Punkty |
| ---- | ----------------- | ------------------ | ------ |
| 01 ! | Nikołaj Panin     | Imperium Rosyjskie | 219,0  |
| 02 ! | Arthur Cumming    | Wielka Brytania    | 164,0  |
| 03 ! | Geoffrey Hall-Say | Wielka Brytania    | 104,0  |

### Soliści
| Poz. | Zawodnik          | Reprezentacja      | Punkty |
| ---- | ----------------- | ------------------ | ------ |
| 01 ! | Ulrich Salchow    | Szwecja            | 1886,5 |
| 02 ! | Richard Johansson | Szwecja            | 1826,0 |
| 03 ! | Per Thorén        | Szwecja            | 1787,0 |
| 4    | Keiller Greig     | Wielka Brytania    | 1554,5 |
| 5    | Albert March      | Wielka Brytania    | 1160,0 |
| 6    | Irving Brokaw     | Stany Zjednoczone  | 1201,0 |
| 7    | Horatio Torromé   | Argentyna          | 1144,5 |
| WD   | Henry Yglesias    | Wielka Brytania    |        |
| WD   | Nikołaj Panin     | Imperium Rosyjskie |        |

### Solistki
| Poz. | Zawodniczka              | Reprezentacja   | Punkty |
| ---- | ------------------------ | --------------- | ------ |
| 01 ! | Madge Syers              | Wielka Brytania | 1262,5 |
| 02 ! | Elsa Rendschmidt         | Niemcy          | 1055,0 |
| 03 ! | Dorothy Greenhough-Smith | Wielka Brytania | 960,5  |
| 4    | Elna Montgomery          | Szwecja         | 851,5  |
| 5    | Gwendolyn Lycett         | Wielka Brytania | 820,0  |

### Pary sportowe
| Poz. | Zawodnicy                          | Reprezentacja        | Punkty |
| ---- | ---------------------------------- | -------------------- | ------ |
| 01 ! | Anna Hübler / Heinrich Burger      | Cesarstwo Niemieckie | 56,0   |
| 02 ! | Phyllis Johnson / James H. Johnson | Wielka Brytania      | 51,5   |
| 03 ! | Madge Syers / Edgar Syers          | Wielka Brytania      | 48,0   |